# Этициклидин
Этициклидин (PCE) — диссоциативное средство для наркоза. Действие основано на блокаде глутаминовых NMDA-рецепторов.
Этициклидин был разработан в 1970 году под кодовым названием CI-400, как возможная замена фенциклидину (PCP), обладающему множеством побочных эффектов. Исследования PCE прекратились после разработки кетамина, аналогичного лекарственного средства с более благоприятными свойствами. В настоящее время используется в основном как наркотик.
Этициклидин несколько сильнее PCP и имеет подобные эффекты, но его неприятный вкус и склонность вызвать тошноту делают его менее удобными для употребления. Благодаря своей схожести эффектов с PCP, PCE был помещен в список 1 Перечня наркотических средств и психотропных веществ (оборот запрещён).